# 阿索洛 (奥里斯塔诺省)
阿索洛（義大利語：Assolo），是意大利撒丁岛奥里斯塔诺省的一个市镇。总面积16.32平方公里，人口447人，人口密度27.4人/平方公里（2009年）。ISTAT代码为095008。